# The First Session
The First Session – na płycie tej znalazły się nagrania z pierwszej sesji zespołu grunge'owego Hole. Wszystkie piosenki na tej płycie napisała Courtney Love natomiast muzykę skomponował Eric Erlandson wraz z zespołem.
Znajdują się na nim 4 utwory. Pierwsza piosenka została wydana na singlu. Producentem tej płyty jest pierwszy mąż Courtney Love, Falling James Moreland.

## Lista piosenek
1. "Retard Girl" – 4:47
2. "Phone Bill Song" – 1:48
3. "Turpentine" – 4:01
4. "Johnnies In The Bathroom" – 2:17

## Osoby pracujące przy nagrywaniu tej płyty
Zespół Hole:
- - Courtney Love – gitara, śpiew
  - Eric Erlandson – gitara
  - Jill Emery – gitara basowa
  - Caroline Rue – perkusja

- Falling James Moreland – producent
- John Vestman – montażysta